# Cartilagem aritenoide
As cartilagens aritenóides ou simplesmente aritenóides são um par de pequenas pirâmides de cartilagem que fazem parte da laringe. Nestas cartilagens as cordas vocais são anexadas. Possui três ângulos, são eles:
Ângulo anterior -  Processo vocal
Ângulo póstero-lateral - Processo muscular 
Ângulo póstero- mediano - (Não possuí nome)
A cartilagem aritenóidea possuí dois movimentos básicos, são eles: Rotação médio-lateral e Deslizamento ântero-posterior.